# Brighton (Colorado)
Brighton város az USA Colorado államában. Adams megyében, melynek megyeszékhelye. Lakosainak száma 40 083 fő (2020. április 1.).

## Népesség
A település népességének változása:

| 2010 | 33 352 |
| 2020 | 40 083 |